# 于贝尔·利奥泰
路易·于贝尔-贡扎尔夫·利奥泰（法語：Louis-Hubert-Gonzalve Lyautey，法語發音：[lwi ybɛʁ ɡɔ̃zalv ljotɛ]；1854年11月17日—1934年7月27日），法國政治家、軍人、法國元帥。生於南锡。儘管幼年時脊骨受過傷，但學習成績很出色，1873年入法国圣西尔军校。
利奥泰的軍旅生涯先後在法屬印度支那、法屬馬達加斯加等殖民地戰鬥。1912年法國征服摩洛哥戰役中他是主要指揮官，1912年-1925年擔任法屬摩洛哥第一任總督。他在摩洛哥表現出傑出的行政管理能力。1921年晉升為元帥。

## 外部連結
- 有关于贝尔·利奥泰在德国经济学中央图书馆（ZBW）20世纪新闻档案中的剪报。